# Història de Colòmbia

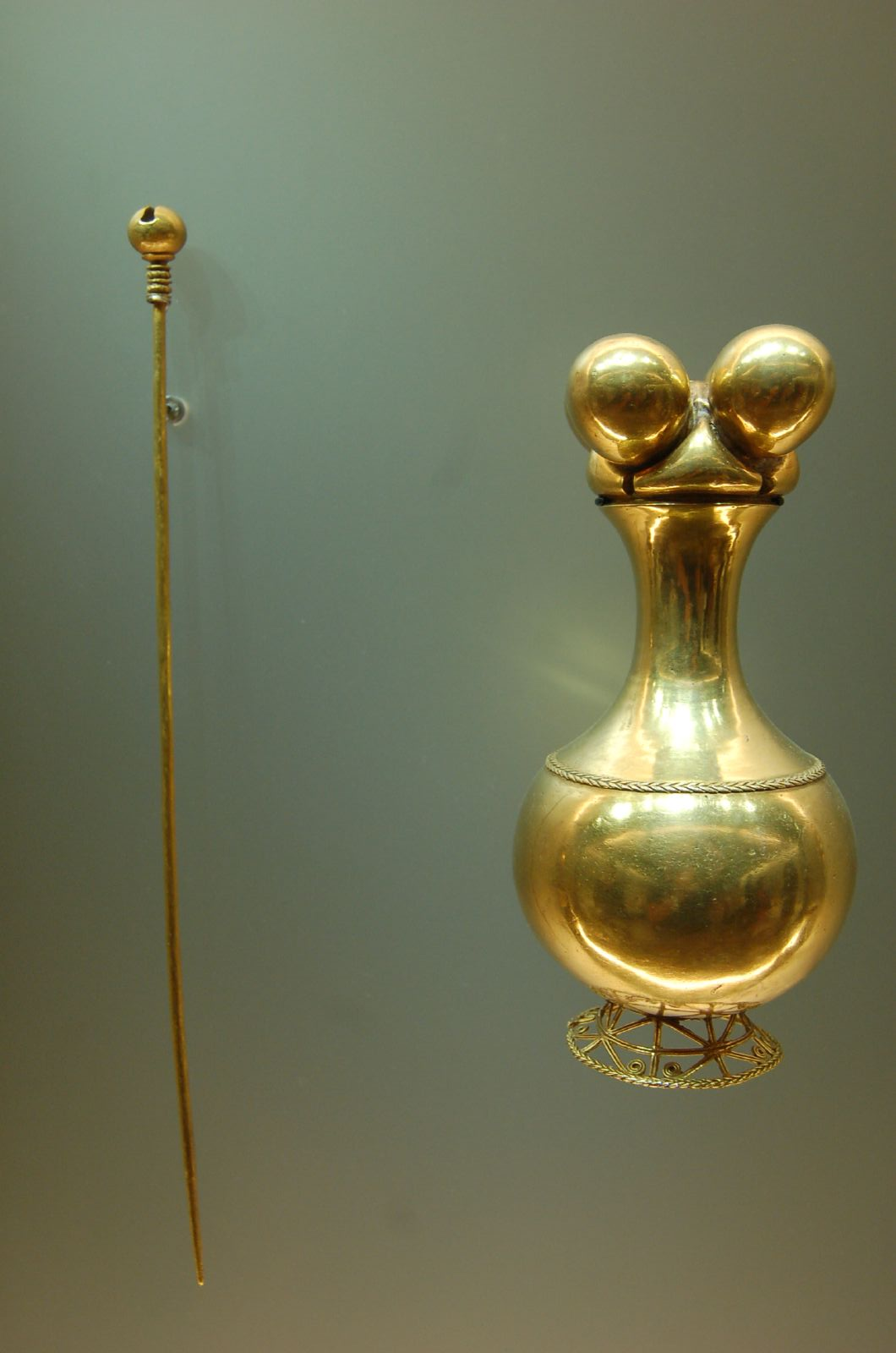
Poporo de la Cultura Quimbaia en exhibició al Museu de l'Or.

La història de Colòmbia fa referència als esdeveniments que han marcat la història de l'actual República de Colòmbia, un país llatinoamericà situat a la part nord-occidental d'Amèrica del Sud, amb una superfície de 2.070.408 km² (1.141.748 km² corresponen al seu territori continental i els restants 928.660 km² a la seva extensió marítima) i una població de 46.581.823. Colòmbia es va conformar com a estat el 1810 a partir del Virregnat de la Nova Granada, colònia de l'Imperi Espanyol que havia estat fundada el 1550. El 1886 pren definitivament el seu nom actual de República de Colòmbia. La seva història es divideix en general en època precolombina, descobriment i conquesta espanyola, colònia, independència, consolidació republicana i segle xx. Gran part de la història de Colòmbia té una estreta relació amb la història d'Espanya fins a la independència i les històries de l'Equador, Veneçuela, Panamà i d'Amèrica Llatina en general.
El primer segle republicà va ser turbulent, amb la tensió entre una concepció federalista de l'estat a la manera nord-americana i una concepció centralista a la manera francesa, el que va conduir el país a permanents guerres i va donar principi als partits conservador i liberal. La Constitució de 1886 liderada pel president Rafael Núñez va posar fi a l'hegemonia liberal i va crear un estat centralista, conservador i estrictament catòlic.
El segle xx va ser inaugurat a Colòmbia amb la Guerra dels Mil Dies, que debilitaria de gran manera a l'Estat, frenaria el desenvolupament econòmic i faria que el país perdés a Panamà el 1903. Una primera revolució industrial colombiana es donaria amb el retorn de governs liberals, però la Massacre de les Bananeres evidenciaria una enorme situació de desavantatge de l'obrer colombià que caracteritzaria la resta del segle.
Sens dubte l'esdeveniment més notable del segle XX a Colòmbia va ser l'assassinat del cabdill liberal Jorge Eliecer Gaitán en un magnicidi que encara no s'esclareix. Aquest esdeveniment, ocorregut el 9 d'abril de 1948, precipitaria el país a una violència inusitada que es va acarnissar especialment amb la pagesia i que va enfrontar a mort als dos partits tradicionals. El Front Nacional, un pacte entre els dos partits, va reconciliar als caps, però va deixar per fora a molts sectors, els quals serien la llavor de les guerrilles liberals i comunistes que durarien tota la resta del segle. L'enfortiment de les màfies de la droga a partir de la dècada del 70 posaria en perill la societat colombiana i afectaria profundament a les classes dirigents. No obstant això, pressions internacionals, especialment per part dels Estats Units i la tasca ètica de certs polítics, periodistes, jutges i autoritats que no es van doblegar davant l'avanç de les màfies, van causar una sagnant guerra contra l'estat en la dècada dels 80 i especialment fins a la mort de Pablo Escobar, el seu principal líder, el 1993. El govern del president César Gaviria va dur a terme un procés que va anomenar "obertura econòmica" que va fer que Colòmbia passés d'una economia proteccionista a una globalitzada. Amb Gaviria es va avançar la Constituent en la qual es va signar una nova Carta Política.
El govern del president Andrés Pastrana va avançar els diàlegs més propers que s'hagin tingut amb les guerrilles i molt especialment amb les FARC en crear zones neutres. No obstant això, aquestes van enfortir la seva acció militar al país per mitjà d'atemptats, segrestos, intimidació i tràfic de drogues. Per la seva banda, es van crear els grups Paramilitars, especialment sota el lideratge de les AUC tenia per finalitat combatre les guerrilles. Aquests grups van tenir el suport de nombrosos membres de les forces militars i policials, així com de polítics i hisendats. L'acció dels paramilitars a Colòmbia i les seves batalles en contra de les guerrilles, va crear un drama humanitari de proporcions mundials en posar al país com un dels primers en nombre de desplaçats, crims de guerra com massacres i terror en nombroses regions del país.
L'estat de violència i desesperança va fer que els colombians veiessin la proposta de Seguretat democràtica presentada per Álvaro Uribe com la millor opció. En assumir com a president el 2002, Uribe va avançar un procés de reinserció dels grups paramilitars, ha doblegat la força de les guerrilles i ha avançat un intens programa de globalització de l'economia caracteritzat per la signatura de tractats de lliure comerç amb altres països. El president va impulsar una reforma política que va determinar una modificació en la constitució de 1991, aquesta reforma establia la possibilitat de reelecció immediata per al màxim dirigent de l'estat, així, va poder presentar-se com a candidat el 2006 i ser reelegit en un segon terme (2006-2010). No obstant això, el seu govern ha estat el centre d'àlgids debats dins i fora del país: per a molts observadors ha tornat la pau i la seguretat a Colòmbia mentre va retornar la credibilitat a institucions com la policia i l'exèrcit. Per a altres observadors existeixen diversos problemes: els creixents escàndols de corrupció en les institucions i referents a la modificació de l'article de la constitució que va permetre la reelecció immediata del president i l'augment en la violació dels drets humans per part dels actors armats.
El 2010 es tria al nou president Juan Manuel Santos que té una ideologia bàsicament similar a la del president Álvaro Uribe Vélez, però amb nous interessos cap a la població i relacions internacionals.

## Prehistòria
Donada la seva ubicació geogràfica el territori actual de Colòmbia va constituir un corredor de poblacions entre Mesoamèrica, el Mar Carib, els Andes i l'Amazònia. Les troballes arqueològiques més antigues van ser trobades en els llocs de Monsú i Pubenza i daten, aproximadament, de l'any 20.000 aC. Altres vestigis s'adonen que també hi va haver ocupació primerenca en regions com l'Abre entre Tocancipá, Zipaquirá i Tequendama a Cundinamarca. Les dates que llancen aquests últims llocs corresponen al període Paleoindi. A Puerto Hormiga (Bolívar) s'han trobat vestigis del període arcaic, que inclouen les restes ceràmiques més antigues que s'han trobat a Amèrica i daten de l'any 3000 aC, època en la qual comença el cultiu de blat de moro a petita escala a l'altiplà cundiboyacenc, resultant l'esmentat gra tan profitós, que poc després es va convertir en un component essencial de la dieta dels pobladors. Els primers cultius de yuca, semblen haver-se executat a la costa atlàntica.

### Poblament

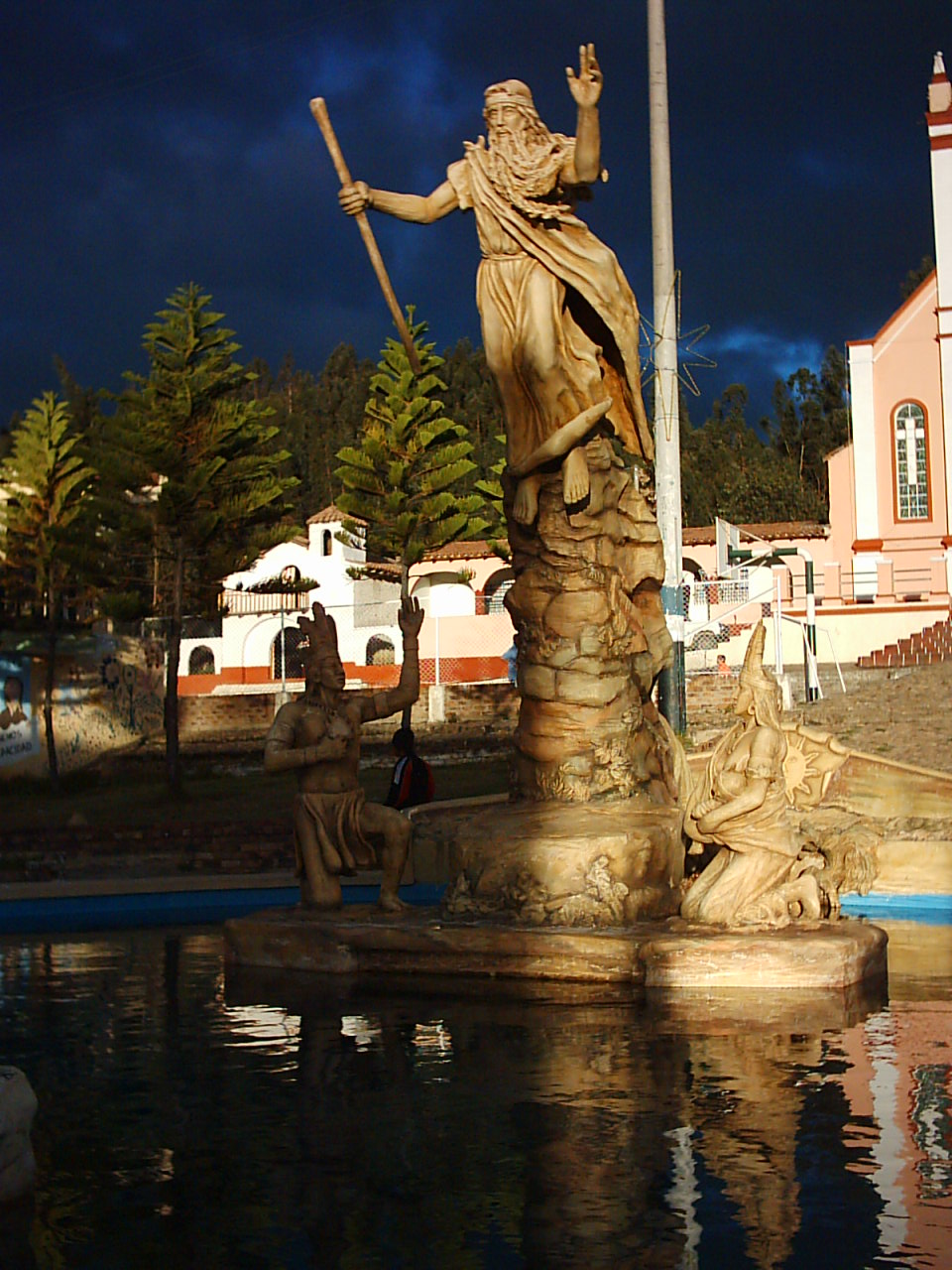
Bochica, una divinitat Muisca.

L'etapa primerenca del formatiu (7000 aC-1000 aC) està determinada per bruscs canvis climàtics mundials conegut com l'Holocè que van causar en primera instància la migració de la megafauna i posteriorment la seva desaparició. La teoria més acceptada exposa que, seguint als grans animals a través de l'Istme de Panamà, van arribar els primers pobladors a l'Amèrica del Sud. No obstant això, el descobriment de jaciments arqueològics a Sud-amèrica tan antics com els de Mesoamèrica (per exemple el jaciment de Pedra Furada al Brasil que data de fa 48 mil anys), llança ombres sobre aquesta primera teoria. Precisament a Colòmbia es troba un d'aquests antics jaciments humans conegut com L'Abre i que data de fa 12 mil anys, és a dir, una comunitat humana contemporània de la Cultura Clovis a Nou Mèxic.
El període posterior a l'Holocè és conegut com a formatiu i correspon a un perllongat lapse, que abasta des de la fi de l'etapa arcaica fins al moment en el qual van sorgir els pescadors i caçadors de petites preses que complementaven aquestes activitats amb la recol·lecció i amb incipients formes d'agricultura, quan el clima concloïa el seu procés d'estabilització i començava a assemblar-se al que tenim en els nostres dies. Els estudis paleoclimatològics indiquen que les actuals sabanes interfluvials, probablement van ser selves humides en algun moment, la qual cosa donaria compte d'un progressiu ascens en el grau d'humitat d'aquestes regions.
Partint dels monticles, conchales, materials lítics, escombriaires i altres troballes, es creu que a la Costa Carib de Colòmbia, i especialment a la regió del Canal del Dique, a iniciar l'Etapa Formativa abans del 4000 aC, ja existien alguns assentaments comunals semisedentaris, que subdividits en grups de diverses famílies, habitaven les immenses cases, denominades "malocas" i combinaven les seves habituals activitats de caça i recol·lecció amb les primeres formes d'agricultura en petita i gran escala. És probable que simultàniament hagin existit campaments semipermanents al llarg del litoral, per allotjar a altres grups humans que es dedicaven a la pesca i a la recol·lecció de mol·luscs.

## Cultures precolombines o cultures daurades
El període Preclàssic, com és conegut el lapse de temps a Colòmbia comprès entre 1200 i 1510, on es formaren les Cultures més complexes a les quals els indígenes colombians arribaren abans de la intervenció cultural espanyola. Complicades jerarquies, eficient estructura politicoadministrativa, monumentals ciutats, incomptables obres d'art, tradicions orals i immaterials que ens revelen el nivell de desenvolupament d'aquestes veritables civilitzacions.

### Quimbaies
Envoltats per eterns guaduals i yarums, els quimbaies són famosos per la seva habilitat de construcció amb el bambú guadua, la seva exquisida orfebreria i els seus valents guerrers. Aquests habitaven la regió de l'actual Eix Cafeter, en especial a l'actual departament del Quindío. Els quimbaies, són els creadors de potser la més famosa peça d'or precolombí del Món: el Poporo Quimbaia (Museu de l'Or), i una de les més impressionants col·leccions d'art prehispànic: El Tresor dels quimbaies (Museu d'Amèrica - Madrid).
Els quimbaies, es calcula que eren gairebé 1.000.000, vivien en cabanyes rodones de guadua i teulats de palma. Els fogons eren públics, i eren compartits per tres o quatre famílies cada un i estaven a part en una cabanya propera a les tres cases. Els poblats eren bastant compactes, i era comú que cada poblat quimbaia no superés tres famílies diferents, fent-se el tracte dins dels poblats molt cordial i familiar.
La producció agrícola dels quimbaies, no era tan eficient com en altres cultures, que ja coneixien i practicaven la rotació de cultius. Ells cultivaven una terra i se la deixava descansar, mentre l'any següent se n'agafava una altra, i així successivament. El seu mètode era cremar la terra, talar el que quedava en peu i llaurar-la per sembrar, lentament matant els nutrients de la terra. Encara que eren experts en fer terrasses de cultiu en les zones més pendents, d'aquesta forma evitaven l'erosió. Però aquests mètodes de crema eren compensats amb el sembrat de bambús guadues, que a més de ser font de fusta, conservaven molta aigua i restablien els nutrients de la terra. Els cultius més comuns, eren els de blat de moro, arracatxa, frèjol, fique i iuca.
Els quimbaies desenvoluparen molt la recol·lecció sistematitzada de fruites i baies, especialment les de guames, pithaies, guaiabes, alvocats i caimits. Però la planta que més usaren, fou la guadua. La guadua, és un bambú abundant en la regió de l'actual eix cafeter, i fou usada pels quimbaies per fer des de joguines, armes fins cases.
La sal, fou una de les raons per la qual els quimbaies no foren conquistats per pobles agressius com els muzus i els panzes, les fonts salades de Consota, Cori, Coinza i Caramanta foren monopolitzades pels quimbaies, que controlaven el comerç del mineral en la zona a l'occident del Sistema Central. En aquestes fonts salades, l'enginy quimbaia dividia les aigües salades de les dolces i la salada portada per tubs de guadua als forns. on era evaporada i extreta. Els quimbaies guardaven tota la sal en dipòsits especials propietat de cada família. La sal era usada tant per pagar tribut al cacic com a les tribus veïnes.
Els quimbaies foren de les últimes cultures en desaparèixer, ja que les zones que habitaven eren quasi inaccessibles, rodejats a cada costat per pics nevats i amb dos taps de selva al nord o al sud. Tot i així els espanyols arribaren, al comandament de Jorge Robledo, que havia ja conquistat el nord d'Antioquia. Robledo primer tractà bé als quimbaies, però després començà a enviar-los a les encomiendas a treballar. Els quimbaies s'hi resistiren i les tropes espanyoles els exterminaren.

### Tairones
Habitaren la zona més septentrional de Colòmbia, exactament a la Serra nevada de Santa Marta. Ells arribaren a un nivell de desenvolupament envejable per altres cultures colombianes, com d'altres de foranes. Els seus coneixements d'arquitectura, agricultura i hidràulica ens donen la imatge d'una nació ben estructurada, avançada, i que en comparació amb algunes nacions europees, molt més avançades.

### Muiscas
Habitaren a la zona central de Colòmbia, específicament l'altiplà Cundiboiacens foren la Cultura que més va evolucionar pel que fa a l'administració i l'estructura politicoadministrativa de l'Estat; fins a arribar a la conformació oficial d'una Confederació, amb un sistema uniforme de camins, llengua, impostos, religió i lleis.

### Zenús
A les planes dels actuals departaments de Sucre i Córdoba, existí un poble conegut com els zenús. Els zenús foren l'única cultura que va establir un govern centralitzat, concentrant els zenús en grans ciutats, i no en petits poblats independents.

### Narinyo
Habitaren el macís Colombià en la seva zona occidental, la seva orfebreria era propera als patrons artístics dels inques. Foren exterminats per l'expedició de Sebastián de Belalcázar.

### Tumaco
Veïns dels narinyo, s'especialitzaren en ceràmica decorada.

### Huitotos
Important tribu que habita encara les selves de Colòmbia.

## La colonització i la independència
Els exploradors espanyols hi varen arribar el 1510 i hi van trobar les tribus indígenes, anomenades genèricament txibtxes, les quals foren exterminades o subjugades i conquerides. Els espanyols hi varen construir diversos assentaments que finalment es varen convertir en les províncies que conformaren la Nova Granada, al principi com a Capitania General i des de 1717 com a Virregnat, incloent-hi diverses províncies que havien pertangut fins aquest moment a les jurisdiccions dels virregnats de Nova Espanya i el Perú. El moviment d'independència, en gran part liderat per Simón Bolívar i Francisco de Paula Santander des de 1810, finalment va tenir èxit el 1819 quan el territori ocupat pel virregnat de Nova Granada es va convertir en una república federal, la Gran Colòmbia, després de la batalla de Boyacá (7 d'agost de 1819) i el Congrés d'Angostura aquell mateix any.
Les divisions cabdillistes internes varen conduir el 1830 a la separació dels departaments que componien la Gran Colòmbia: Veneçuela, Quito (actual Equador) i Cundinamarca el 1830. Cundinamarca es va anomenar Nova Granada fins al 1886, quan va prendre el seu nom actual: República de Colòmbia. Les divisions internes romanien, i de tant en tant encenien la guerra civil i van contribuir a la independència de Panamà el 1903 patrocinada pels Estats Units.

### Virregnat de Nova Granada
El Virregnat de Nova Granada o Virregnat de Santafe va ser un virregnat espanyol (1717 - 1724, 1740 - 1810 i 1815 - 1819). El virregnat va ser creat pel rei Felip V d'Espanya l'any 1717 a causa de la nova política dels Borbons i paralitzat durant 1724, per problemes financers. Va ser restaurat el 1740 fins que el moviment independentista el dissol de nou l'any 1810. El 1815 és reconquistat per l'exèrcit del Rei Ferran VII fins que l'exèrcit patriota (colombià), liderat per Simón Bolívar, aconsegueix la independència definitiva del poder espanyol l'any 1819. La capital del virregnat es va situar a Santa Fe de Bogotà, actual capital de Colòmbia, que en va heretar l'escut d'armes i que avui dia encara conserva.
Durant l'any 1508 la Terra Ferma va ser dividida entre Diego de Nicuesa, que va obtenir la governació de Veragua o Castilla de Oro, que anava des del riu Atrato en el golf d'Uraba fins al cap "Gracias a Dios" i Alonso de Ojeda, la de Nova Andalusia, des del riu Atrato fins al Cap de la Vela. Nicuesa va fundar "Nombre de Dios" i Martin Fernandez de Enciso "Santa Maria L'Antiga del Darien", totes dues el 1510. Poc després a partir de l'1 de març de 1511 Vasco Nuñez de Balboa es va fer càrrec de Veragua (incloent Darien) i va ser nomenat pel virrei Diego Colon com el seu lloctinent a Darien. El rei el va nomenar el 23 de desembre de 1511 capità i governador interí del Darien fins al juliol de 1514. El 25 de setembre de 1513 va prendre possessió del "Mar del Sur" que ell va descobrir.
El maig de 1513 Pedrarias Davila va ser nomenat governador i capità general de Castella d'Or, que incloïa tot el territori de la costa des del Cap de la Vela, fins a l'actual Panamà, amb l'excepció de Veraguas, arribant a Darien el juliol del 1514. Va fundar "Nuestra Senyora de la Asuncion de Panamà" el 15 d'agost de 1519. Nova Andalusia va ser suprimida i Balboa va rebre el 23 de setembre de 1514 el nombrament del "Governador de Coiba i Panamà i Avançat del Mar de sud" subordinat a Castellà de l'Or.
El 1525 Fernandez de Oviedo va intentar establir una governació a la zona de Cartagena, però no va prosperar fins a la fundació de la ciutat el 1533.
El 26 de febrer de 1538 va ser establerta en l'Istme, la Reial Audiència de Panamà per la Reial Cèdula expedida per Carles V
L'any 1550 es va crear la Reial Audiència de Santa Fe de Bogotà dins del virregnat del Perú amb jurisdiccionals sobre el Nou Regne de Granada i les governacions de Santa Marta, Cartagena i Popayan.
La dèbil dependència del govern del Nou Regne de Granada a Santa Fe de Bogotà, amb el del virregnat del Perú a Lima, la lentitud de les comunicacions entre les dues ciutats porten a recomanar a Felip V d'Espanya la creació d'un Virregnat independent a La Nueva Granada el 1717, finalment decidit l'any 1718.
D'aquesta manera, les províncies del que avui podrien correspondre a Colòmbia, Equador, Panamà, Veneçuela, i regions del Perú, Brasil i Guyana, fins aleshores sota diferents jurisdiccions, s'uneixen políticament sota una mateixa autoritat colonial establerta a la Ciutat de Santa Fe de Bogotà, confirma'n així la ciutat com un altre dels principals centres administratius de les colònies espanyoles a Amèrica, junt amb Lima i la Ciutat de Mèxic.
Entre les consideracions que la corona va tenir en compte per la seva creació hi han dos fets essencials. En primer lloc la zona era la més important del continent respecte a la producció aurífera i en segon lloc, la seva situació estratègica entre els dos oceans i en ser una de les portes d'entrada a l'occident de l'Amèrica del Sud, permetria enfrontar-se millor al contraban i els atacs de pirates i filibusters amb un punt més proper al Carib.
Però la difícil i diversa geografia del Nord de Sud-amèrica i l'escassetat de camins apropiats feien difícil el trànsit i les comunicacions a l'interior del virregnat. L'establiment d'una Capitania General a Caracas i la Reial Audiència en Quito, va ser una resposta a les necessitats d'un govern efectiu a les regions més allunyades.
Al moment de la separació de Veneçuela, el 1742, el virregnat va quedar format pel Nou Regne de Granada (governacions de Nou Regne, Cartagena, Santa Marta, maracaibo, Antioquia, Payan i Guayan), Quito (governacions de Quito, Quijos, Macas, Esmeraldas i alguns corregiments) i Panamà (governacions de Panamà i Veraguas). Les governacions de la Guayana, Margarita, Mèrida i Maracaibo van ser posteriorment incloses a la Capitania General de Veneçuela.
El 1764 es va crear la Governació militar de Guayaquil.
El 13 de febrer de 1789 la província de Riohacha és separada de la de Santa Marta, les dues havien estat fusionades el 17 de gener de 1593.
Per ordre reial el 13 d'agost de 1790, es va ordenar segregar de la província de Riohacha l'establiment de Sinamaica i agregar-lo a la província de Maracaibo a la Capitania General de Veneçuela. L'1 d'agost de 1792 es va efectuar la transferència. El moviment independentista el dissol de nou l'any 1810. El 1815 és reconquistat per l'exèrcit del Rei Ferran VII fins que l'exèrcit liderat per Simón Bolívar aconsegueix la independència definitiva del poder espanyol l'any 1819.

### Gran Colòmbia
La Gran Colòmbia (nom oficial República de Colòmbia) fou un estat existent entre 1819 i 1831. Comprenia els antics territoris del Virregnat de Nova Granada, és a dir els actuals països de Colòmbia, Veneçuela, Equador i Panamà. El nom de "Gran Colòmbia" és una creació historiogràfica moderna per evitar confusions amb l'actual Colòmbia, a l'època el país es coneixia simplement com "Colòmbia" o fins i tot amb l'antic nom de "Nueva Granada".

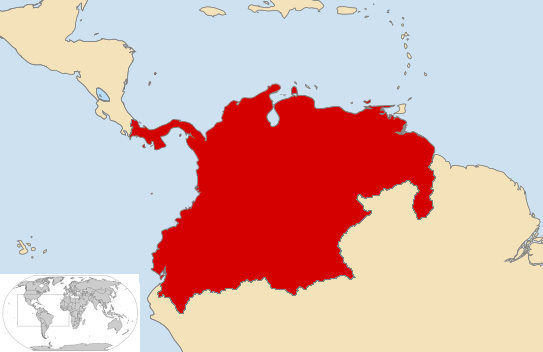
Situació i extensió de la Gran Colòmbia: actuals Colòmbia, Veneçuela, Equador i Panamà

Bandera de la Gran Colòmbia, origen de les banderes actuals de l'Equador, Colòmbia i Veneçuela

La creació d'un nou estat en els territoris de l'antic Virregnat de Nova Granada es va formalitzar al Congrés d'Angostura (17 de desembre de 1819) sota la presidència de Simón Bolívar. Mitjançant l'anomenada "Llei Fonamental de Colòmbia" «les Repúbliques de Veneçuela i la Nova Granada queden des d'aquest dia reunides en una de sola sota el títol gloriós de República de Colòmbia». El país es va dividir en tres grans departaments: Cundinamarca (capital Bogotà), Veneçuela (capital Caracas) i Quito o del Sud (capital Quito). El nou estat ajudà els nuclis de resistència contra el domini espanyol, que en aquestes terres acabà definitivament amb la batalla de Carabobo (24 de juny de 1821), la batalla del Pichincha (24 de maig de 1822) i finalment amb la definitiva batalla d'Ayacucho (9 de desembre de 1824, ja al Perú).
El Congrés de Cúcuta (1821) elaborà la constitució de la República i establí la capital a Bogotá. A més, es decidí un major centralisme de l'estat, que s'enfrontà a les tesis més federalistes de bona part de polítics veneçolans i equatorians. S'establí també una nova divisió territorial, convertint els departaments en regions i dividint aquestes en departaments. S'escollí Bolívar novament president i Francisco de Paula Santander fou nomenat vicepresident.
Malgrat la ràpida desintegració del poder espanyol, la nova república grancolombiana sempre fou un estat políticament dèbil. Les fortes tensions regionals no van permetre assolir una unió política dels territoris de l'antic Virregnat. Els intents de modificar la divisió territorial foren constants i el govern es veia obligat a assolir equilibris que no convencien a cap de les parts. De la mateixa manera, l'oposició al govern de Bolívar fou també molt forta per part dels seus adversaris polítics. Bolívar volia una Amèrica del Sud unida, però fou incapaç d'aconseguir-ho durant les campanyes d'independència; la Gran Colòmbia, com a mínim, fou un projecte menys ambicios però que començà de forma esperançadora. La realitat subsegüent feu que Bolívar renunciés al projecte ja el 1828, davant de les creixents tensions, i abdicà de la presidencia el maig de 1830.
En aquell mateix any Veneçuela i l'Equador declaren la seva independència de la República de Colòmbia, quedant finalment dissolta la Gran Colòmbia el 1831 i provocant el naixement de tres entitats estatals diferents: Nova Granada, Equador i Veneçuela. La secessió veneçolana va ser dirigida pel General José Antonio Páez (1790-1875), que ja havia combatut sota les ordres de Bolívar i posseïa des de llavors el virtual control de la part veneçolana de la república. Páez es va convertir en el primer president del nou estat veneçolà (fins al 1863). A l'Equador fou Juan José Flores qui assumí la presidència. Nova Granada queda a càrrec de Rafael Urdaneta qui originalment havia provocat un cop d'estat per tornar el poder a Bolívar, però al qual renuncià poc després.

### República de la Nova Granada (1830-1862)

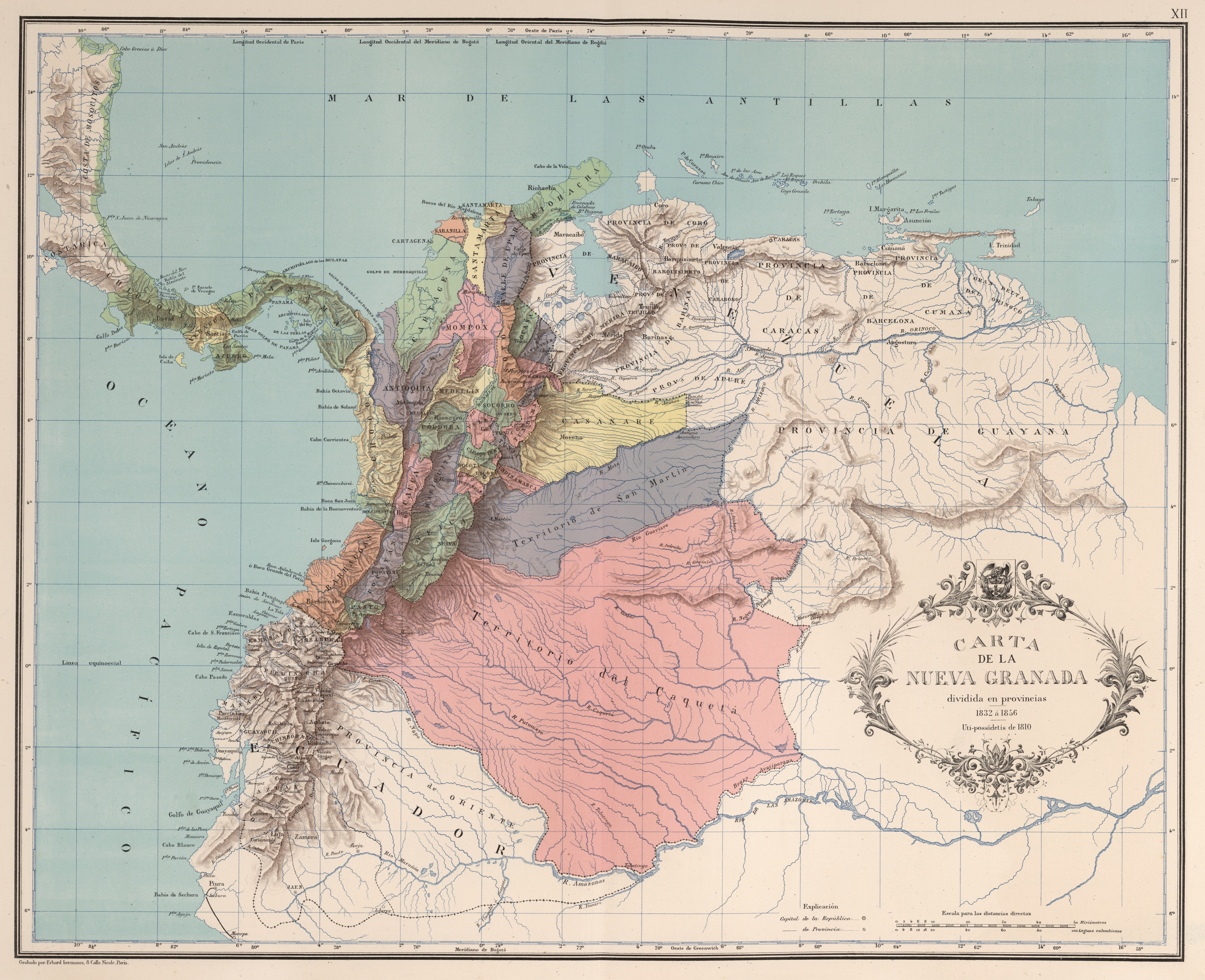
Mapa de la República de la Nova Granada el 1851

Separats l'Equador i Veneçuela, Colòmbia també formalitza l'acte de dissolució el 20 d'octubre de 1831 a la Convenció Granadina sota el règim presidencialista encapçalat pel General Santander. El que es deia "Departament de Cundinamarca" dins de la Gran Colòmbia, va heretar aquest nom per comprendre el territori actual al costat del de Panamà i la Costa dels Mosquits en l'actual Nicaragua. La Convenció Nacional del 29 de febrer de 1832 va ratificar la seva creació com "República de la Nova Granada", les províncies eren Antioquia, Barbacoas, Bogotà, Cartagena d'Índies, Mompós, Neiva, Pamplona, Panamà, Pastura, Popayán, Socorros, Tunja, Vélez i Veraguas; i les quals passarien a anomenar-se en endavant departaments.
El president José Ignacio de Márquez va sancionar una llei que suprimia els convents catòlics que alberguessin menys de vuit religiosos, el que va ocasionar una rebel·lió que va causar la primera guerra civil colombiana entre 1839 i 1842 coneguda com la Guerra dels Convents.
Entre 1848 i 1849 s'encunyen per primera vegada els noms dels que serien els dos partits tradicionals pels següents 150 anys: el Partit Conservador i el Partit Liberal. El 1853 es presenta un moment de grans reformes constitucionals com l'adopció del federalisme i l'abolició de l'esclavitud, es va estendre el sufragi a tots els homes majors de 21 anys, es va imposar el vot popular directe per triar congressistes, governadors i magistrats, es va establir la llibertat administrativa i la llibertat religiosa, hi va haver una separació entre l'Església i l'Estat i es va acabar la personalitat jurídica de l'Església Catòlica.
El 1849 la Costa Atlàntica pateix una epidèmia de còlera importada des d'Àsia a través de Cartagena d'Índies. L'epidèmia dura tres mesos, en els quals mor la tercera part de la població de la ciutat i unes vint mil persones de la regió.
El 21 de maig de 1850 el president José Hilario López promulga una llei en la qual confirma l'expulsió de la Companyia de Jesús d'acord amb la decisió de Carles III d'Espanya (1767), la qual el president considera encara en vigència.
El 21 de juliol de 1851 el Congrés de la República i el govern de José Hilario López, van aprovar la Llei de manumissió per mitjà de la qual es donava per acabada l'esclavitud a Colòmbia. La discussió va demostrar la preocupació dels esclavistes per la propietat privada i només van acceptar subscriure la llei quan el govern els va garantir el pagament dels esclaus. La llei va beneficiar prop de setze mil persones que encara eren esclaves després de la independència.

### Els Estats Units de Colòmbia (1863-1886)
La guerra civil de 1860 a 1863 va acabar en favor dels liberals, els quals van convocar la Constitució de Rionegro proclamant el 3 de febrer de 1863 als "Estats Units de Colòmbia". La nova constitució política ha estat la més liberal de tots els temps en establir llibertats com la d'expressió, lliure empresa, lliure impremta, llibertat d'ensenyament i de culte, d'associació i de posseir armes i municions comerciant amb elles. Va establir un sistema federal amb un president central (presidència de la unió) que tenia un període de govern de tan sols dos anys, fet que el feia feble en detriment del creixent poder de cada estat, els quals eren nou: Panamà, Antioquia, Magdalena, Bolívar, Santander, Boyacá, Cundinamarca, Tolima i Cauca. El 12 de maig d'aquest any va ser triat Tomás Cipriano de Mosquera, cèlebre per la seva posició anticlerical.
El 1876 es va haver de fer una reforma a la constitució federalista, perquè cada estat realitzava les seves eleccions pel seu compte, el que va causar que al país es donessin eleccions contínues, a més de la proclamació de 42 constitucions estatals.

## Primer segle de la República de Colòmbia
Entre 1839 i 1885 el país va ser molt inestable i es van produir una sèrie de guerres civils que van marcar la seva història; algunes van propiciar canvis constitucionals, de règim i de nombre. El 1854 un cop polític-militar va portar al poder a José María Melo durant alguns mesos. Després de ser enderrocat es va impulsar la reducció de l'exèrcit, requisit important perquè funcionés el federalisme instaurat el 1858, poc abans que es produís la cinquena guerra civil, en iniciar una rebel·lió en l'estat de Cauca que va enderrocar al govern. A partir d'aquest període i fins al 1876, durant la vigència de la Constitució de Rionegro, que afavoria l'autonomia dels estats i la creació d'exèrcits regionals en contraposició a la debilitat política i militar del govern central, va haver prop de quaranta guerres civils regionals i només una de nacional. El 1884 hi va haver un intent fallit dels liberals radicals per enderrocar al president Rafael Núñez.
El segle xx va començar a Colòmbia enmig de la Guerra dels Mil Dies, que juntament amb la separació de Panamà condueixen al govern de Rafael Reyes (1904-1909), a qui la pressió popular va obligar a renunciar. El 1930 acaba l'hegemonia conservadora iniciada el 1886. Per primera vegada al segle xx, un liberal va guanyar les eleccions presidencials, posant fi a 45 anys de governs conservadors. Amb Olaya Herrera (1930-1934) es va iniciar el període que alguns historiadors han anomenat la República Liberal, a causa que els liberals van exercir el poder durant 16 anys continus: 1930-1946.

## La Violència

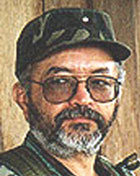
Raúl Reyes, un dels principals líders de les FARC, va morir en el bombardeig que les forces armades van portar a terme contra el seu campament en territori equatorià, al març del 2008.

Durant els anys 1946 i 1958 el país va estar sumit en una crisi social i política, una època històricament coneguda com "La Violència". Es va caracteritzar per ser un període de persecucions polítiques, guerra civil entre liberals i conservadors, i es presumeix que van ocasionar més de 300.000 morts aproximadament. Una altra problemàtica va ser el desplaçament de milers de camperols, que es desplaçaven a la ciutat a la recerca de seguretat. Com a conseqüència, el país va deixar de ser agrari per esdevenir urbà, ja que el 1946 un 42% de la població de Colòmbia d'aquella època vivia a la ciutat, el 1959 aquest percentatge va pujar al 53% i per a l'any 2005 aquesta xifra va ser del 74,3%. Històricament, les regions desplaçades en la seva majoria agrícoles, van ser adquirides a baix preu per industrials de l'època. Exemple d'això són regions com la Vall del Cauca, la sabana de Bogotà, Tolima i Meta. Les hisendes conformades en aquest període van ser altament productives. La població camperola desplaçada de les seves terres es va convertir en una mà d'obra agrària assalariada. En aquesta època l'activitat industrial va créixer, però això no es va veure reflectit en el desenvolupament de la població, ja que es va fer més pobre i el que rebien com a pagament no arribava per satisfer les seves necessitats.
Després de divisions internes liberals, els conservadors van reprendre el poder presidencial; però no les majories al congrés. El 1948, amb l'assassinat de Jorge Eliécer Gaitán, es va iniciar el “Bogotazo” del qual es va desprendre l'època de “la Violencia”, guerra civil que va perdurar fins a principis dels anys 1960. Els conservadors van mantenir la presidència fins al 1953, quan la classe política va propiciar un cop d'estat que va lliurar el poder al general Gustavo Rojas Pinilla. La majoria de les guerrilles, atretes per les propostes de pau del Govern, van lliurar les seves armes, però diversos dels seus membres van ser assassinats posteriorment. Un acord entre els partits Liberal i Conservador, va posar fi a la dictadura de Rojas Pinilla, i després d'una Junta Militar provisional es va crear el Front Nacional com un retorn a la democràcia electoral repartint l'alternança en la presidència entre aquests dos partits.
El Front Nacional va marcar la fi de la violència bipartidista que va afectar Colòmbia per més d'un segle i va generar la desmobilització d'algunes guerrilles liberals. No obstant això, l'exclusió d'altres ideologies polítiques va fer que continuessin els problemes socials, econòmics i polítics, de manera que van sorgir altres grups guerrillers guiats pels nous rumbs ideològics que es movien a l'Amèrica Llatina. El 1964 neixen les Forces Armades Revolucionàries de Colòmbia (FARC), el 7 de gener de 1965 l'Exèrcit d'Alliberament Nacional (ELN), el juliol de 1967 l'Exèrcit Popular d'Alliberament (EPL), el 1984 el moviment indigenista Quintín Lame (MAQL) i el 19 d'abril de 1970 el M-19. Molts d'aquests recolzats pel Partit Comunista Colombià.2019
Els grups armats colombians empraren nenes soldat fins al punt que eren entre el quart i la meitat dels seus membres i que tenien fins a 8 anys.va emprar nenes soldat.

## Història recent

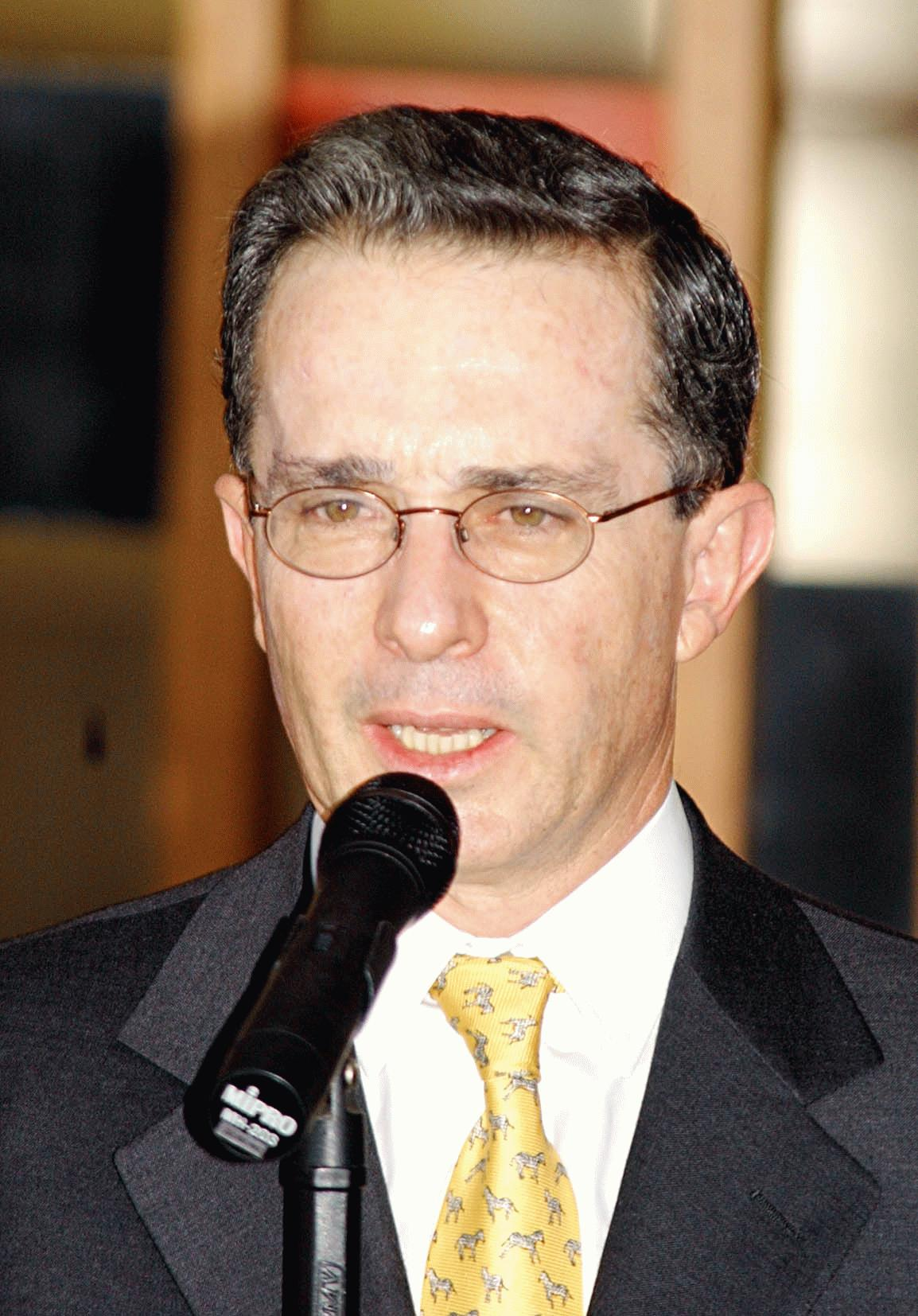
Álvaro Uribe Vélez, el primer president de Colòmbia del segle XXI.

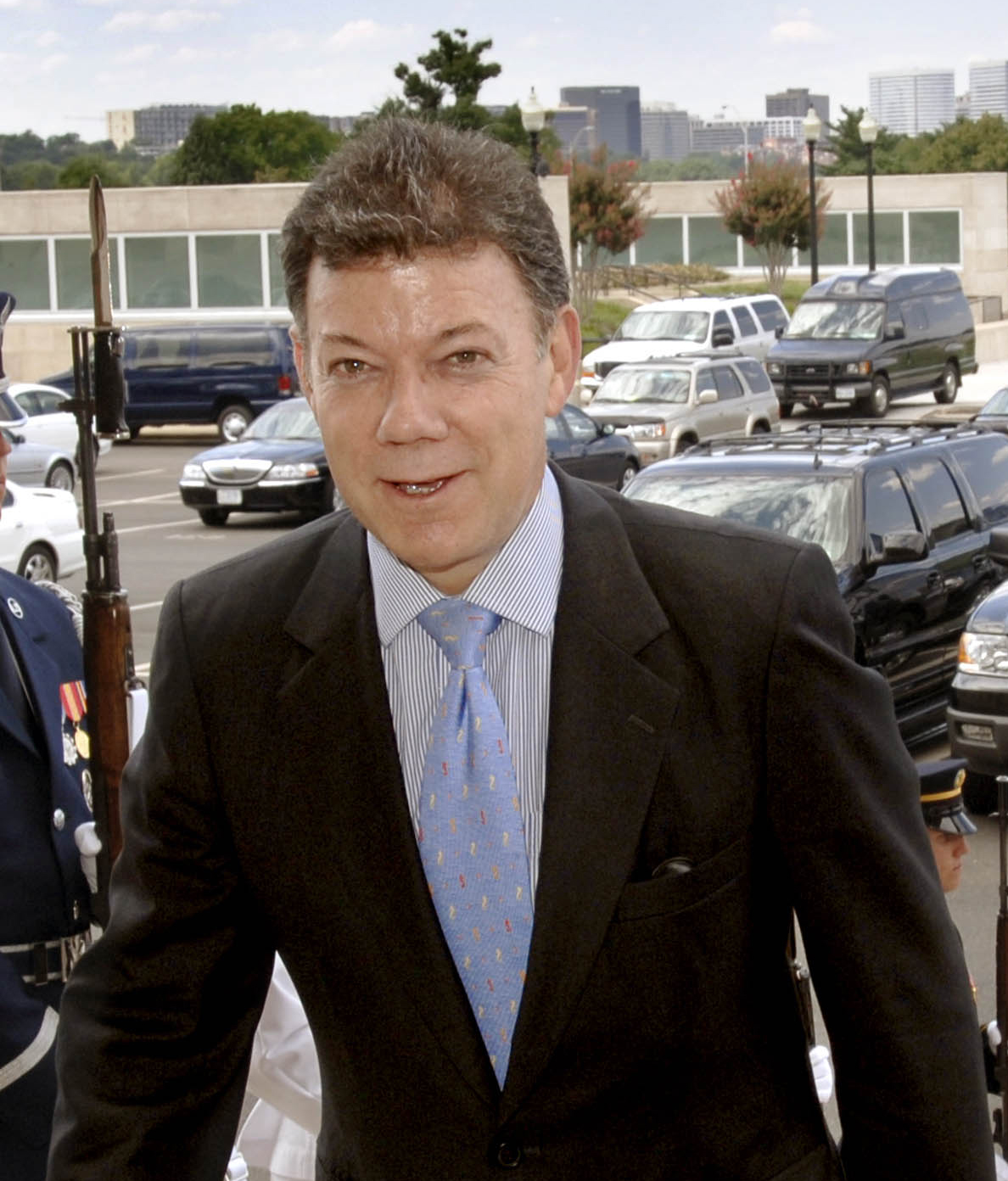
Juan Manuel Santos Calderón, president de Colòmbia durant la dècada de 2010.

La història recent de Colòmbia fa referència al període comprès des de 1960 fins a l'actualitat, el qual es caracteritza per un conflicte armat intern. A Colòmbia cada quatre anys des de 1982 i 2002, les polítiques de negociació amb els grups estimats participants en la confrontació han variat segons qui ocupa el govern. Des de 2002 fins al present, Colòmbia ha tingut dos presidents, Álvaro Uribe Vélez i Joan Manuel Santos. S'ha caracteritzat per ser una època en què s'han desvinculat prop de 54.000 guerrillers i paramilitars. També es destaca per l'enfortiment de les forces militares.
El Pla Colòmbia, política governamental entre Colòmbia i els Estats Units, ha permès disminuir de forma gradual l'expansió de cultius il·lícits. En els últims anys, la intensificació de les operacions per erradicar els cultius il·lícits han deixat com a resultat el descens del país al tercer lloc de producció mundial de cocaïna, posició que va liderar per dècades. La seguretat s'ha afavorit en els últims anys i ha implicat la disminució de les taxes d'homicidis en una dècada de 70 a 31 morts intencionals per cada 100.000 habitants. Amb la desmobilització de les Autodefenses Unides de Colòmbia (AUC) a mitjan 2006, les anomenades bandes criminals (Bacrim) han reprès les activitats realitzades pels paramilitars.
Pel que fa al turisme, la presència de turistes va passar de 0,5 milions el 2003 a 3,08 milions de persones a 2.011, la majoria provinents d'Amèrica i Europa. El turisme intern, per la seva banda, va tenir un increment del 10,3% el 2012 respecte al 2011. En el pla econòmic es destaca l'augment de la inversió forana.
Des del 2012 el govern del president Santos desenvolupa un procés de pau amb la guerrilla de les FARC-EP a l'Havana, Cuba, amb l'objectiu de trobar una sortida política al conflicte armat de Colòmbia.
El 19 de novembre de 2012 la Cort Internacional de Justícia va dictar sentència sobre la demanda que va presentar Nicaragua contra Colòmbia, argumentant que tot l'arxipèlag li pertany a aquest últim país, reafirmant així la sobirania de Colòmbia sobre les illes de San Andrés i Providència juntament amb els cayos d'Alburquerque, Roncador, Serrana, Baix Nou, Quitasueño i Serranilla; però amb aquesta sentència Colòmbia va perdre prop de 75.000 quilòmetres quadrats del seu territori marítim del mar Carib.